# Danh sách tiểu hành tinh: 15901–16000
| Tên                   | Tên đầu tiên | Ngày phát hiện       | Nơi phát hiện                      | Người phát hiện                                  |
| --------------------- | ------------ | -------------------- | ---------------------------------- | ------------------------------------------------ |
| 15901 -               | 1997 RY8     | 12 tháng 9 năm 1997  | Xinglong                           | Chương trình tiểu hành tinh Bắc Kinh Schmidt CCD |
| 15902 Dostál          | 1997 RA9     | 13 tháng 9 năm 1997  | Ondřejov                           | L. Šarounová                                     |
| 15903 -               | 1997 RP10    | 5 tháng 9 năm 1997   | Burlington                         | T. Handley                                       |
| 15904 Halstead        | 1997 SD11    | 29 tháng 9 năm 1997  | Zeno                               | T. Stafford                                      |
| 15905 Berthier        | 1997 SV15    | 27 tháng 9 năm 1997  | Caussols                           | ODAS                                             |
| 15906 Yoshikaneda     | 1997 SX21    | 30 tháng 9 năm 1997  | Nanyo                              | T. Okuni                                         |
| 15907 Robot           | 1997 TG10    | 6 tháng 10 năm 1997  | Ondřejov                           | P. Pravec                                        |
| 15908 -               | 1997 TE12    | 2 tháng 10 năm 1997  | Kitt Peak                          | Spacewatch                                       |
| 15909 -               | 1997 TM17    | 8 tháng 10 năm 1997  | Oizumi                             | T. Kobayashi                                     |
| 15910 -               | 1997 TU17    | 6 tháng 10 năm 1997  | Kitami                             | K. Endate, K. Watanabe                           |
| 15911 Davidgauthier   | 1997 TL21    | 4 tháng 10 năm 1997  | Kitt Peak                          | Spacewatch                                       |
| 15912 -               | 1997 TR26    | 13 tháng 10 năm 1997 | Xinglong                           | Chương trình tiểu hành tinh Bắc Kinh Schmidt CCD |
| 15913 Telemachus      | 1997 TZ27    | 1 tháng 10 năm 1997  | La Silla                           | Uppsala-DLR Trojan Survey                        |
| 15914 -               | 1997 UM3     | 16 tháng 10 năm 1997 | Oizumi                             | T. Kobayashi                                     |
| 15915 -               | 1997 UR3     | 16 tháng 10 năm 1997 | Oizumi                             | T. Kobayashi                                     |
| 15916 Shigeoyamada    | 1997 UL7     | 25 tháng 10 năm 1997 | Chichibu                           | N. Sato                                          |
| 15917 Rosahavel       | 1997 UX7     | 28 tháng 10 năm 1997 | Ondřejov                           | L. Šarounová                                     |
| 15918 Thereluzia      | 1997 UE9     | 27 tháng 10 năm 1997 | Bornheim                           | N. Ehring                                        |
| 15919 -               | 1997 UA22    | 25 tháng 10 năm 1997 | Nyukasa                            | M. Hirasawa, S. Suzuki                           |
| 15920 -               | 1997 UB25    | 29 tháng 10 năm 1997 | Socorro                            | LINEAR                                           |
| 15921 Kintaikyo       | 1997 VP      | 1 tháng 11 năm 1997  | Kuma Kogen                         | A. Nakamura                                      |
| 15922 Masajisaito     | 1997 VR      | 1 tháng 11 năm 1997  | Kitami                             | K. Endate, K. Watanabe                           |
| 15923 -               | 1997 VN3     | 6 tháng 11 năm 1997  | Oizumi                             | T. Kobayashi                                     |
| 15924 -               | 1997 VE5     | 7 tháng 11 năm 1997  | Solingen                           | B. Koch                                          |
| 15925 Rokycany        | 1997 VM6     | 10 tháng 11 năm 1997 | Ondřejov                           | L. Šarounová                                     |
| 15926 -               | 1997 VP6     | 5 tháng 11 năm 1997  | Nachi-Katsuura                     | Y. Shimizu, T. Urata                             |
| 15927 -               | 1997 WV2     | 23 tháng 11 năm 1997 | Oizumi                             | T. Kobayashi                                     |
| 15928 -               | 1997 WC3     | 23 tháng 11 năm 1997 | Oizumi                             | T. Kobayashi                                     |
| 15929 Ericlinton      | 1997 WQ11    | 22 tháng 11 năm 1997 | Kitt Peak                          | Spacewatch                                       |
| 15930 -               | 1997 WT37    | 29 tháng 11 năm 1997 | Socorro                            | LINEAR                                           |
| 15931 -               | 1997 WK45    | 29 tháng 11 năm 1997 | Socorro                            | LINEAR                                           |
| 15932 -               | 1997 XL5     | 2 tháng 12 năm 1997  | Nachi-Katsuura                     | Y. Shimizu, T. Urata                             |
| 15933 -               | 1997 YD      | 18 tháng 12 năm 1997 | Oizumi                             | T. Kobayashi                                     |
| 15934 -               | 1997 YQ      | 20 tháng 12 năm 1997 | Oizumi                             | T. Kobayashi                                     |
| 15935 -               | 1997 YT      | 20 tháng 12 năm 1997 | Oizumi                             | T. Kobayashi                                     |
| 15936 -               | 1997 YM4     | 22 tháng 12 năm 1997 | Woomera                            | F. B. Zoltowski                                  |
| 15937 -               | 1997 YP5     | 25 tháng 12 năm 1997 | Oizumi                             | T. Kobayashi                                     |
| 15938 Bohnenblust     | 1997 YA8     | 27 tháng 12 năm 1997 | Prescott                           | P. G. Comba                                      |
| 15939 Fessenden       | 1997 YP8     | 28 tháng 12 năm 1997 | Kitt Peak                          | Spacewatch                                       |
| 15940 -               | 1997 YU13    | 31 tháng 12 năm 1997 | Oizumi                             | T. Kobayashi                                     |
| 15941 Stevegauthier   | 1997 YX15    | 29 tháng 12 năm 1997 | Kitt Peak                          | Spacewatch                                       |
| 15942 -               | 1997 YZ16    | 23 tháng 12 năm 1997 | Kushiro                            | S. Ueda, H. Kaneda                               |
| 15943 -               | 1998 AZ      | 5 tháng 1 năm 1998   | Oizumi                             | T. Kobayashi                                     |
| 15944 -               | 1998 AH5     | 8 tháng 1 năm 1998   | Caussols                           | ODAS                                             |
| 15945 Raymondavid     | 1998 AZ5     | 8 tháng 1 năm 1998   | Caussols                           | ODAS                                             |
| 15946 Satinský        | 1998 AP7     | 8 tháng 1 năm 1998   | Modra                              | A. Galád, A. Pravda                              |
| 15947 Milligan        | 1998 AL10    | 2 tháng 1 năm 1998   | Reedy Creek                        | J. Broughton                                     |
| 15948 -               | 1998 BE      | 16 tháng 1 năm 1998  | Oizumi                             | T. Kobayashi                                     |
| 15949 Rhaeticus       | 1998 BQ      | 17 tháng 1 năm 1998  | Davidschlag                        | E. Meyer, E. Obermair                            |
| 15950 Dallago         | 1998 BA2     | 17 tháng 1 năm 1998  | Dossobuono                         | Madonna di Dossobuono                            |
| 15951 -               | 1998 BB2     | 17 tháng 1 năm 1998  | Dossobuono                         | L. Lai                                           |
| 15952 -               | 1998 BM7     | 24 tháng 1 năm 1998  | Haleakala                          | NEAT                                             |
| 15953 -               | 1998 BD8     | 25 tháng 1 năm 1998  | Oizumi                             | T. Kobayashi                                     |
| 15954 -               | 1998 BG11    | 23 tháng 1 năm 1998  | Socorro                            | LINEAR                                           |
| 15955 Johannesgmunden | 1998 BS13    | 26 tháng 1 năm 1998  | Davidschlag                        | E. Meyer                                         |
| 15956 -               | 1998 BY24    | 28 tháng 1 năm 1998  | Oizumi                             | T. Kobayashi                                     |
| 15957 Gemoore         | 1998 BB27    | 22 tháng 1 năm 1998  | Kitt Peak                          | Spacewatch                                       |
| 15958 -               | 1998 BE33    | 30 tháng 1 năm 1998  | Caussols                           | ODAS                                             |
| 15959 -               | 1998 BQ40    | 24 tháng 1 năm 1998  | Haleakala                          | NEAT                                             |
| 15960 Hluboká         | 1998 CH      | 2 tháng 2 năm 1998   | Kleť                               | M. Tichý, Z. Moravec                             |
| 15961 -               | 1998 CC1     | 4 tháng 2 năm 1998   | Xinglong                           | Chương trình tiểu hành tinh Bắc Kinh Schmidt CCD |
| 15962 -               | 1998 CM2     | 15 tháng 2 năm 1998  | Xinglong                           | Beijing Schmidt CCD Asteroid Program             |
| 15963 Koeberl         | 1998 CY3     | 6 tháng 2 năm 1998   | La Silla                           | E. W. Elst                                       |
| 15964 Billgray        | 1998 DU      | 19 tháng 2 năm 1998  | Oaxaca                             | J. M. Roe                                        |
| 15965 Robertcox       | 1998 DU7     | 23 tháng 2 năm 1998  | Oaxaca                             | J. M. Roe                                        |
| 15966 -               | 1998 DL13    | 25 tháng 2 năm 1998  | Haleakala                          | NEAT                                             |
| 15967 Clairearmstrong | 1998 DN20    | 24 tháng 2 năm 1998  | Rolvenden                          | M. Armstrong                                     |
| 15968 -               | 1998 DX35    | 27 tháng 2 năm 1998  | Cima Ekar                          | U. Munari, M. Tombelli                           |
| 15969 Charlesgreen    | 1998 EW11    | 1 tháng 3 năm 1998   | La Silla                           | E. W. Elst                                       |
| 15970 -               | 1998 FA9     | 22 tháng 3 năm 1998  | Kitt Peak                          | Spacewatch                                       |
| 15971 Hestroffer      | 1998 FA11    | 25 tháng 3 năm 1998  | Caussols                           | ODAS                                             |
| 15972 -               | 1998 FM27    | 20 tháng 3 năm 1998  | Socorro                            | LINEAR                                           |
| 15973 -               | 1998 FM85    | 24 tháng 3 năm 1998  | Socorro                            | LINEAR                                           |
| 15974 -               | 1998 FL103   | 31 tháng 3 năm 1998  | Socorro                            | LINEAR                                           |
| 15975 -               | 1998 FW108   | 31 tháng 3 năm 1998  | Socorro                            | LINEAR                                           |
| 15976 -               | 1998 FY119   | 20 tháng 3 năm 1998  | Socorro                            | LINEAR                                           |
| 15977 -               | 1998 MA11    | 19 tháng 6 năm 1998  | Socorro                            | LINEAR                                           |
| 15978 -               | 1998 QL1     | 17 tháng 8 năm 1998  | Đài thiên văn Zvjezdarnica Višnjan | Đài thiên văn Zvjezdarnica Višnjan               |
| 15979 -               | 1998 QW34    | 17 tháng 8 năm 1998  | Socorro                            | LINEAR                                           |
| 15980 -               | 1998 RC19    | 14 tháng 9 năm 1998  | Socorro                            | LINEAR                                           |
| 15981 -               | 1998 UP6     | 18 tháng 10 năm 1998 | Nachi-Katsuura                     | Y. Shimizu, T. Urata                             |
| 15982 -               | 1998 VA4     | 11 tháng 11 năm 1998 | Caussols                           | ODAS                                             |
| 15983 -               | 1998 WM1     | 18 tháng 11 năm 1998 | Oizumi                             | T. Kobayashi                                     |
| 15984 -               | 1998 WM7     | 24 tháng 11 năm 1998 | Socorro                            | LINEAR                                           |
| 15985 -               | 1998 WU20    | 18 tháng 11 năm 1998 | Socorro                            | LINEAR                                           |
| 15986 Fienga          | 1998 XU1     | 7 tháng 12 năm 1998  | Caussols                           | ODAS                                             |
| 15987 -               | 1998 XV10    | 15 tháng 12 năm 1998 | Caussols                           | ODAS                                             |
| 15988 -               | 1998 XD24    | 11 tháng 12 năm 1998 | Kitt Peak                          | Spacewatch                                       |
| 15989 -               | 1998 XK39    | 14 tháng 12 năm 1998 | Socorro                            | LINEAR                                           |
| 15990 -               | 1998 YT1     | 17 tháng 12 năm 1998 | Đài thiên văn Zvjezdarnica Višnjan | K. Korlević                                      |
| 15991 -               | 1998 YH3     | 17 tháng 12 năm 1998 | Oizumi                             | T. Kobayashi                                     |
| 15992 Cynthia         | 1998 YL4     | 18 tháng 12 năm 1998 | Farpoint                           | G. Hug                                           |
| 15993 -               | 1998 YH8     | 24 tháng 12 năm 1998 | Oizumi                             | T. Kobayashi                                     |
| 15994 -               | 1998 YO8     | 23 tháng 12 năm 1998 | Đài thiên văn Zvjezdarnica Višnjan | K. Korlević                                      |
| 15995 -               | 1998 YQ9     | 25 tháng 12 năm 1998 | Višnjan Observatory                | K. Korlević, M. Jurić                            |
| 15996 -               | 1998 YC12    | 27 tháng 12 năm 1998 | Oizumi                             | T. Kobayashi                                     |
| 15997 -               | 1999 AX      | 7 tháng 1 năm 1999   | Oizumi                             | T. Kobayashi                                     |
| 15998 -               | 1999 AG2     | 9 tháng 1 năm 1999   | Oizumi                             | T. Kobayashi                                     |
| 15999 -               | 1999 AG7     | 9 tháng 1 năm 1999   | Đài thiên văn Zvjezdarnica Višnjan | K. Korlević                                      |
| 16000 -               | 1999 AW16    | 10 tháng 1 năm 1999  | Kitt Peak                          | Spacewatch                                       |